# Ražanj (Nišava)
Ražanj (em cirílico: Ражањ) é uma vila da Sérvia localizada no município de Ražanj, pertencente ao distrito de Nišava. A sua população era de 1241 habitantes segundo o censo de 2011.

## Demografia
| 1948 | 1953 | 1961 | 1971 | 1981 | 1991 | 2002 | 2011 |
| ---- | ---- | ---- | ---- | ---- | ---- | ---- | ---- |
| 1008 | 1102 | 1159 | 1308 | 1331 | 1370 | 1537 | 1241 |